# 平針車站
平針車站（日语：／ Hirabari eki */?）是位於愛知縣名古屋市天白區平針二丁目。為名古屋市營地下鐵鶴舞線的車站之一。車站編號為T19。

## 車站結構
為擁有2面2線側式月台之地下車站。

### 月台配置
| 月台 | 路線   | 目的地                     |
| ---- | ------ | -------------------------- |
| 1    | 鶴舞線 | 赤池、豐田市方向           |
| 2    | 鶴舞線 | 伏見、上小田井、犬山線方向 |

## 車站周邊
本站附近除了有醫院、金融機構以外，還有許多大型餐飲連鎖店及商業設施聚於此處。另外，本站也是前往「愛知縣監理處」（俗稱：平針監理處）之最近一站，於站外轉搭名古屋市營公車後大約10分鐘左右可抵達。

## 相鄰車站
名古屋市營地下鐵
 鶴舞線
原（T18）－平針（T19）－赤池（T20）

## 外部連結
- 平針 - 名古屋市交通局